# Monarda fistulosa
Classification phylogénétique
Espèce
Monarda fistulosa, appelé communément monarde fistuleuse, sauvage ou rose ou encore bergamote fistuleuse, est une espèce de plantes à fleurs de la famille des Lamiaceae. C'est une plante herbacée d'origine nord-américaine.

## Description
Monarda fistulosa est une plante herbacée vivace qui se développe à partir de rhizomes rampants minces, se produisant ainsi couramment en de grosses touffes. Les plantes mesurent généralement jusqu'à 0,9 m de hauteur, avec quelques branches dressées. Leurs feuilles mesurent environ 2 à 8 cm de long, sont en forme de lance et dentées. Leurs grappes de fleurs compactes sont solitaires aux extrémités des branches. Chaque grappe mesure environ 4 cm de long et contient environ 20 à 50 fleurs.

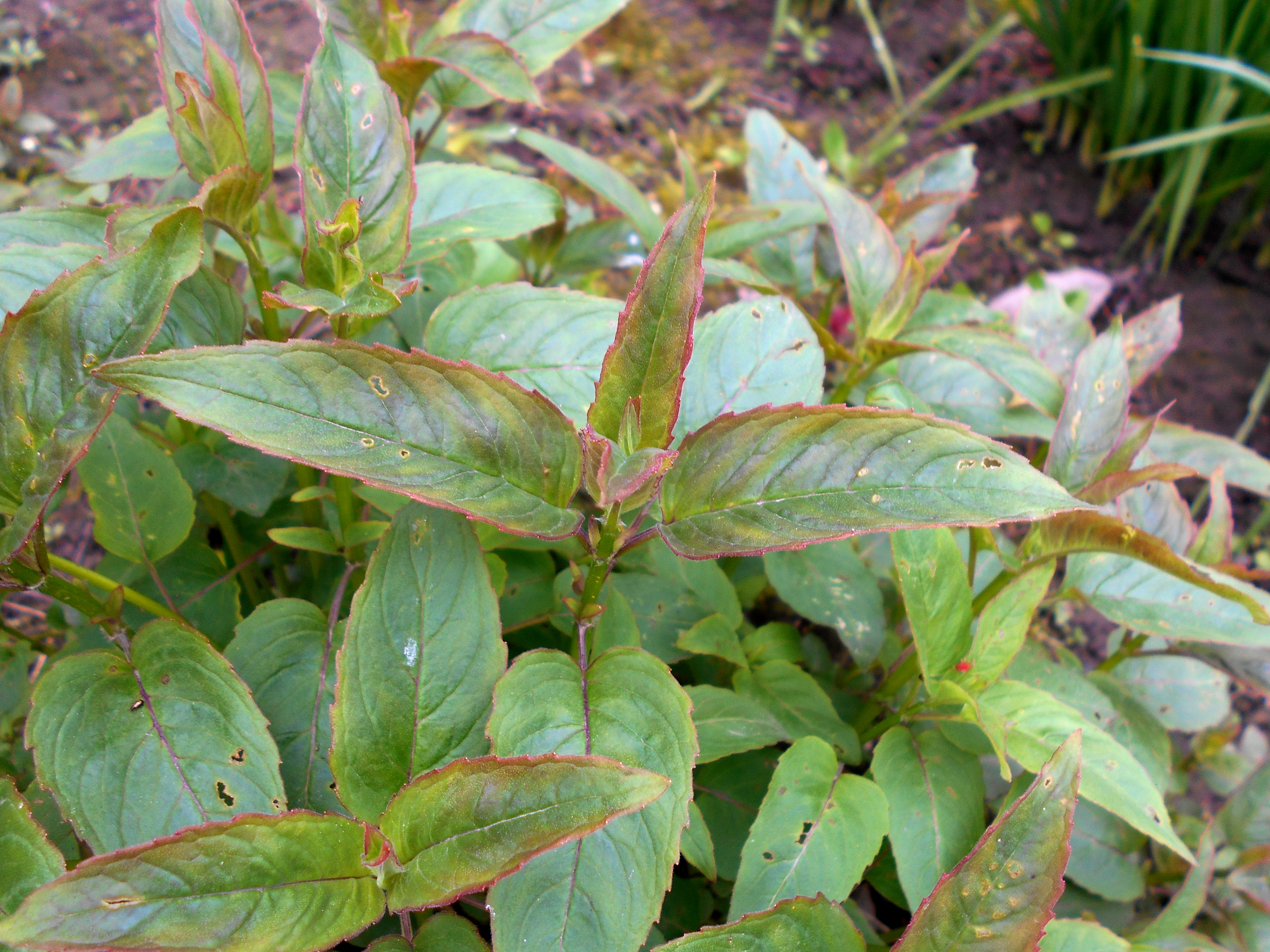
Feuilles.
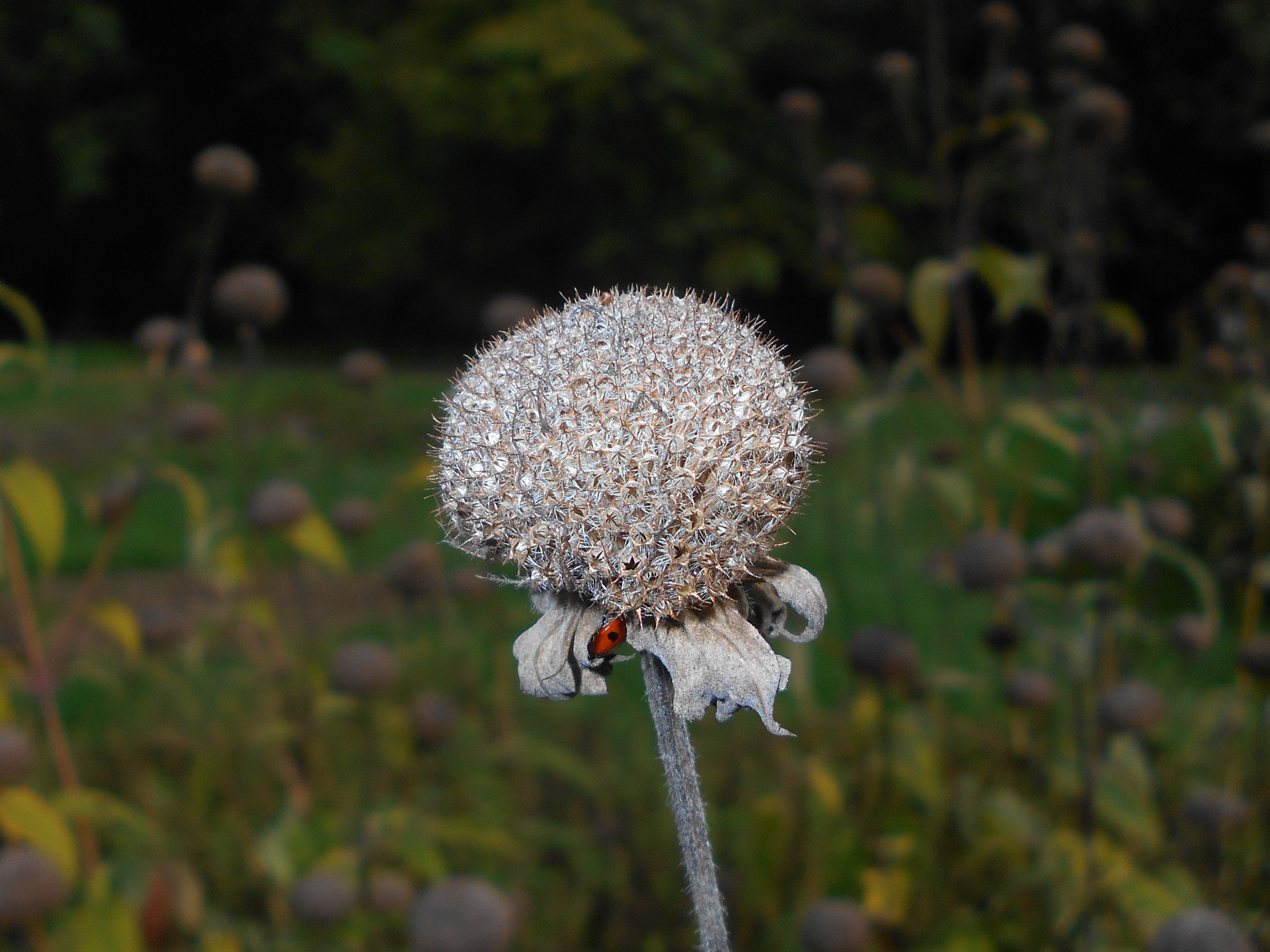
Infrutescence à maturité.

La bergamote sauvage pousse souvent dans des sols riches dans des champs secs, des fourrés et des clairières, généralement sur un sol calcaire. Elle fleurit généralement de juin à septembre.

## Taxonomie
Plusieurs variétés ont été diversement reconnues au sein de Monarda fistulosa, dont certaines ont également été traitées comme des sous-espèces ou des espèces distinctes. Certaines variétés sont géographiquement répandues et d'autres sont assez restreintes dans leur aire de répartition. Les variétés comprennent :
- variété Monarda fistulosa var. brevis Fosberg & Artz (1953)
- variété Monarda fistulosa var. fistulosa
- variété Monarda fistulosa var. maheuxii B.Boivin (1967)
- variété Monarda fistulosa var. menthifolia (Graham) Fernald (1944)
- variété Monarda fistulosa var. mollis (L.) L. (1762)
- variété Monarda fistulosa var. rubra A.Gray (1878)
- variété Monarda fistulosa var. stipitatoglandulosa (Waterf.)

## Répartition
Monarda fistulosa se répartit du Québec jusqu'aux Territoires du Nord-Ouest et à la Colombie-Britannique, au sud jusque dans les états américains de Géorgie, Texas, Arizona, Idaho.

## Écologie
En tant que plante à miel, Monarda fistulosa rencontre de nombreux pollinisateurs, abeilles, colibris et lépidoptères.
Elle est la plante hôte de chenilles de Lintneria eremitus, Pyrausta orphisalis (en), Pyrausta signatalis (en), Coleophora monardella, Xenotemna pallorana.

## Usage
La bergamote sauvage est considérée comme une plante médicinale par de nombreux Autochtones, dont les Menominee, les Ojibwés et les Winnebagos. Elle est utilisée le plus souvent pour traiter le rhume et est souvent transformée en thé. La Confédération des Pieds-Noirs connaît la forte action antiseptique de la plante et utilise des cataplasmes de la plante pour les infections cutanées et les blessures mineures. Le thé fabriqué à partir de la plante sert pour traiter les infections de la bouche et de la gorge causées par les caries dentaires et la gingivite. Elle est herbe carminative par les Amérindiens pour traiter les flatulences excessives.
L'huile essentielle de Monarda fistulosa contient du p-cymène (32.5%), carvacrol (24.0%), thymol (12.6%), un aldéhyde aliphatique (6.3%), l'éther-oxyde de méthyle de carvacrol (5.5%), α-pinène (3.5%), β-pinène (2.9%), l'hydrate de sabinène (1.9%), α-terpinène (1.7%), acétate de citronellyl (1.6%) et le caryophyllène (1.1%).

### Comandra umbellata
- (en) BioLib : Wild Bergamot
- (en) Catalogue of Life : Monarda fistulosa L. (consulté le 11 décembre 2020)
- (en) Flora of Missouri :  Monarda fistulosa
- (fr + en) EOL : Wild Bergamot
- (fr + en) GBIF : Monarda fistulosa L.
- (en) GRIN : espèce  Monarda fistulosa L.
- (en) IPNI : Monarda fistulosa L. (1753)
- (fr + en) ITIS : Monarda fistulosa L.
- (en) NCBI : Monarda fistulosa L. (taxons inclus)
- (en) The Plant List :  Monarda fistulosa L.    (source : KewGarden WCSP)
- (en) Tropicos :  Monarda fistulosa L.    (+ liste sous-taxons)